# Frankenthal
|  | No s'ha de confondre amb Frankenthal (Saxònia). |

Frankenthal és una ciutat alemanya de l'estat federat de Renània-Palatinat. Es troba al nord-oest de la regió del Palatinat, entre les ciutats de Worms i Ludwigshafen am Rhein. La ciutat es troba dins de l'Àrea metropolitana Rin-Neckar, que comparteixen els estats de Hessen, Renània-Palatinat i Baden-Württemberg.

## Geografia
La ciutat es troba a la Depressió del Rin entre el Pfälzerwald (a l'oest) i l'Odenwald (a l'est). L'Isenach flueix a través de Frankenthal, just abans de desembocar en el  Rin. El municipi es troba al punt més baix del Palatinat, a una cota de 87,3 m. Aquest punt es troba a pocs centenars de metres del Rin, a les hortes de patates conegudes com a Klosgartenhofes, molt a prop de la frontera amb Ludwigshafen am Rhein. El punt més elevat és la Muntanya Scherbelin, un petit turó dins el parc aquàtic de la ciutat, que aconsegueix una cota de 117,25 m.

## Història
En un certificat del Convent de Lorsch l'any 772 es nomena per primera vegada a la localitat, que es deia Franconodal i tenia el seu origen en un assentament franc del segle v.
Fins al segle xii no es té cap notícia important sobre la localitat. L'any 1119 es va construir aquí un monestir agustí finançat pel noble de Worms Erkenbert i un convent femení, patrocinat per la seva muller Richlindis. El convent masculí es va desenvolupar ràpidament, convertint-se en un centre cultural i econòmic. D'especial renom és el Scriptorium del convent, del qual van sortir molts manuscrits. Les ruïnes del monestir masculí, conegudes, posteriorment com Erkenbertruine, encara es troba avui en dia al centre de la ciutat.
A la segona meitat del segle xvi, els refugiats flamencs, perseguits per les seves creences religioses, es van traslladar a Frankenthal. Ells, a través del seu treball, van aportar la prosperitat econòmica de la ciutat. Alguns d'ells eren fabricants de tapisseries, joiers i artistes gràcies a la qual el Frankenthaler Malerschule ("Escola de pintura de Frankenthal", que inclou noms com Gillis van Coninxloo i Anton Mirou) va guanyar certa notorietat. En 1577, el municipi va ser elevat a rang de ciutat pel comte Joan Casimir del Palatinat.
El 1600, Frankenthal es transforma en una fortalesa. El 1621, va ser assetjada pels espanyols durant la Guerra dels Trenta Anys, i successivament ocupada per les tropes de les parts oposades. El comerç i la indústria es van destruir i la ciutat va ser reconstruïda només fins al 1682.
El 1689 la ciutat va ser cremada per les tropes franceses a la Guerra dels Nou Anys. La ciutat no es va recuperar del tot des de fa més de cinquanta anys.
No obstant això, el 1750, sota el govern de l'elector (Kurfürst) Carles Teodor, Frankenthal es va convertí en un centre industrial. Es van obrir nombroses fàbriques i es van plantar moreres per a la producció de seda. El 1755 es va obrir la famosa fàbrica de porcellana de Frankenthal, que va romandre en producció fins al 1800.
El 1797, la ciutat va patir l'ocupació francesa durant les guerres de la Revolució Francesa. El 1816 va passar a formar part del Regne de Baviera el 1816.
El 1938 la sinagoga jueva, construïda el 1884, va ser cremada a terra durant la Nit dels vidres trencats.
El 1943, durant un bombardeig, el centre de la ciutat va ser destruït gairebé per complet. El 1945, al final de la Segona Guerra Mundial, amb les seves indústries en ruïnes, va ser ocupat primer pels nord-americans i després pels francesos.

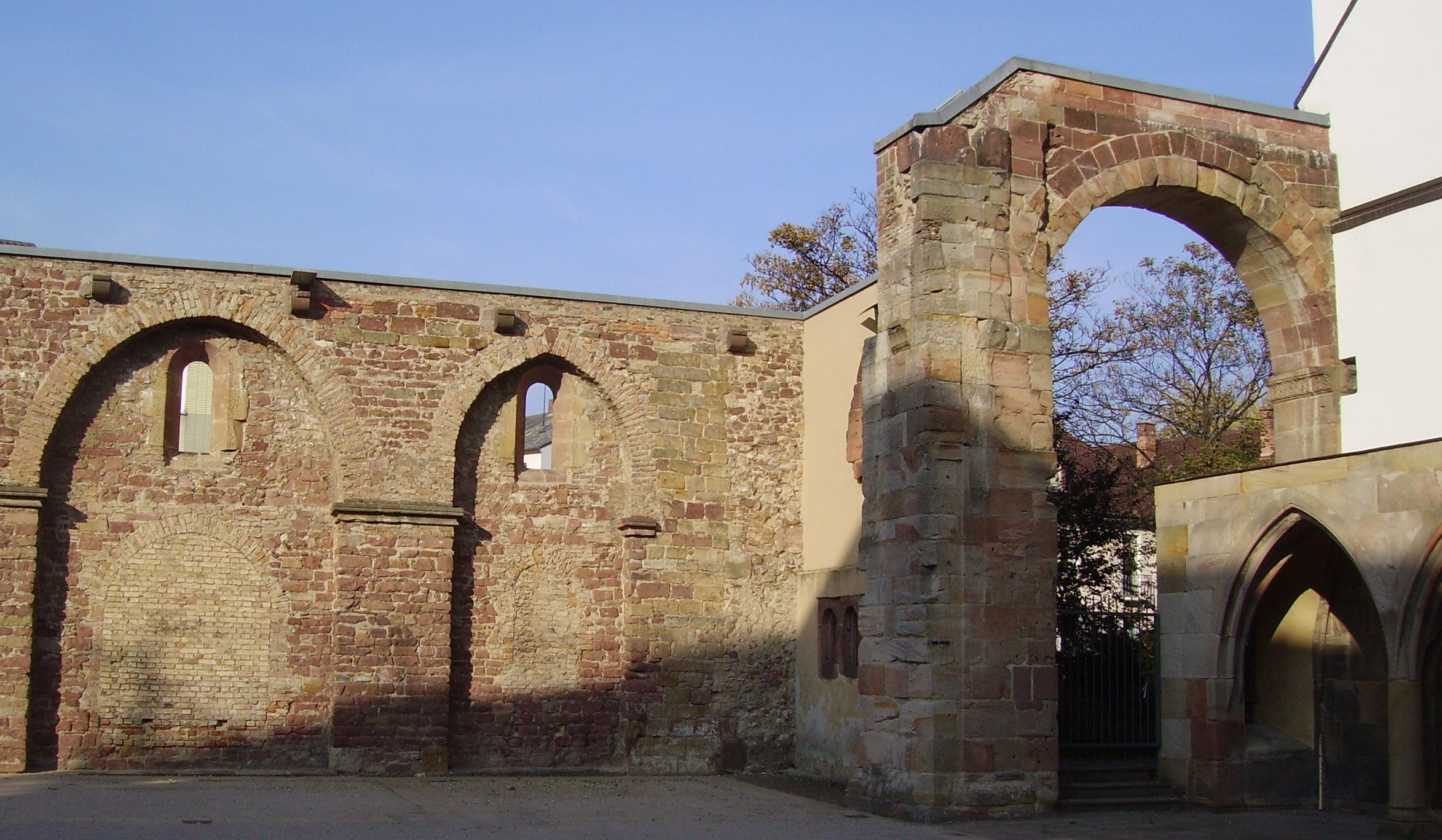
Ruïnes del Erkenbert al centre de la població
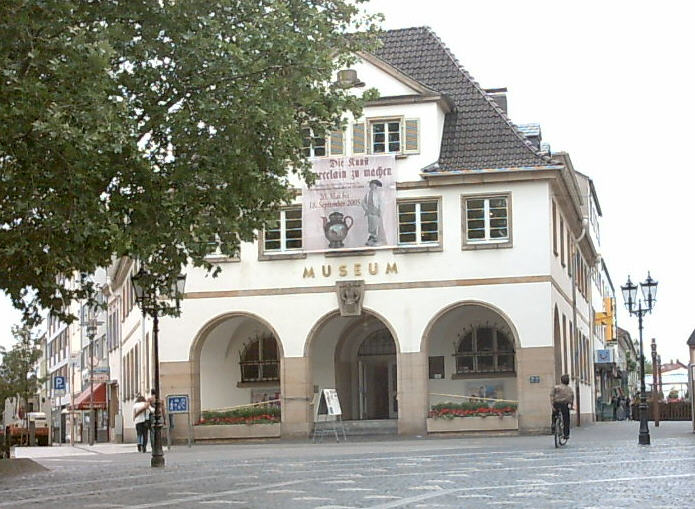
Museu Erkenbert
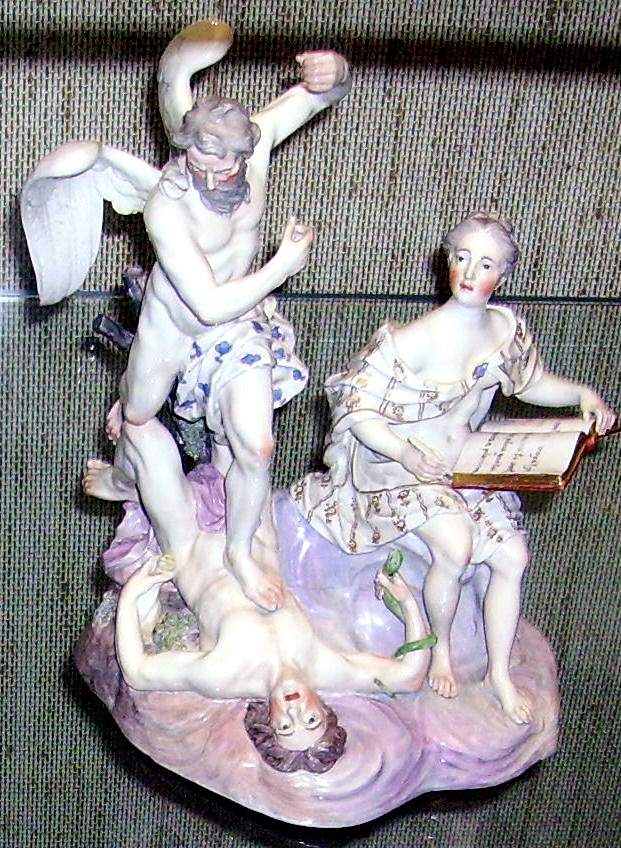
Porcellana de Frankenthal